# Liste des cavités naturelles les plus profondes de l'Ariège
La liste des cavités naturelles les plus profondes de l'Ariège recense, sous forme de tableau(x), les cavités souterraines naturelles connues dans ce département français, dont le dénivelé est supérieur ou égal à cent mètres.
La communauté spéléologique considère qu'une cavité souterraine naturelle n'existe vraiment qu'à partir du moment où elle est « inventée » c'est-à-dire découverte (ou redécouverte), inventoriée, topographiée et publiée. Bien sûr, la réalité physique d'une cavité naturelle est la plupart du temps bien antérieure à sa découverte par l'homme ; cependant tant qu'elle n'est pas explorée, mesurée et révélée, la cavité naturelle n'appartient pas au domaine de la connaissance partagée.
La liste spéléométrique des 83 plus profondes cavités naturelles de l'Ariège (≥ cent mètres) est actualisée à fin septembre 2021.
La plus profonde cavité souterraine naturelle répertoriée dans le département de l'Ariège est  « le Réseau de Paloumé », sur la commune de Balaguères (cf. ligne 1 du tableau ci-dessous).
| \| Histogramme de la répartition des plus profondes cavités naturelles de l'Ariège par classe de dénivelé -- Les 83 cavités citées fin 2021 sont réparties en 4 classes de dénivelé -- \| \| \| \| \| \| \| \| \| \| \| \| \| \| \| classe I >= 500 m 5 cavité[s] \| classe II >= 200 m et < 500 m 29 cavités \| classe III >= 150 m et < 200 m 13 cavités \| classe IV >= 100 m et < 150 m 36 cavités \| \| |                               |                                          |                                           |                                          |  |
| Le graphique qui aurait dû être présenté ici ne peut pas être affiché car il utilise l'ancienne extension Graph, désactivée pour des questions de sécurité. Des indications pour créer un nouveau graphique avec la nouvelle extension Chart sont disponibles ici . |                               |                                          |                                           |                                          |  |
| Histogramme de la répartition des plus profondes cavités naturelles de l'Ariège par classe de dénivelé -- Les 83 cavités citées fin 2021 sont réparties en 4 classes de dénivelé -- |                               |                                          |                                           |                                          |  |
| |                               |                                          |                                           |                                          |  |
| | classe I >= 500 m 5 cavité[s] | classe II >= 200 m et < 500 m 29 cavités | classe III >= 150 m et < 200 m 13 cavités | classe IV >= 100 m et < 150 m 36 cavités |  |

## Cavités de l'Ariège (France) dont la dénivellation est supérieure ou égale à 500 mètres
5 cavités sont recensées dans cette « classe I » au 01-10-2021.
| Réf. | Cavité (autres noms)          | Commune         | Massif ou zone                      | Coordonnées (WGS 84)        | Dénivelée (mètres) | Développe. (mètres) | Sources ou références                                                       | Mise à jour |
| ---- | ----------------------------- | --------------- | ----------------------------------- | --------------------------- | ------------------ | ------------------- | --------------------------------------------------------------------------- | ----------- |
| 1    | Réseau de Paloumé             | Balaguères      | Couserans Massif de l'Estélas       | 42° 58′ 25″ N, 0° 59′ 02″ E | +000795, m         | +10 000, m          | Spéléoc no 82, Spéléoc no 36 & le Blog du Groupe Spéléologique du Couserans | 2012-00     |
| 2    | Gouffre du Mont-Béas          | Le Port         | Couserans Massif de Lherz Mont Béas | 42° 48′ 17″ N, 1° 22′ 07″ E | +000720, m         | +3 490, m           | Spéléo Club du Haut-Sabarthez & Fiche PDF Cds Ariège                        | 2000-12     |
| 3    | Réseau de la Pique            | Le Port         | Couserans Massif de Lherz Mont Béas | 42° 48′ 36″ N, 1° 21′ 57″ E | +000621, m         | +1 871, m           | Spéléoc no 125 & Explos & Karsteau                                          | 2018-07     |
| 4    | Gouffre des Papillons         | Buzan           | Couserans Massif de l'Estélas       | 42° 57′ 46″ N, 0° 56′ 56″ E | +000606, m         | +5 000, m           | Spéléoc no 125                                                              | 2010-00     |
| 5    | Système souterrain de l'Hyder | Urau et Cazavet | Couserans Massif de l'Estélas       | 43° 00′ 11″ N, 1° 01′ 08″ E | +000604, m         | +13 200, m          | Spelunca no 133, Le Sésame no 18, Grottocenter & Spéléo mag n°108           | 2019-12     |

## Cavités de l'Ariège (France) dont la dénivellation  est comprise entre 200 mètres et 499 mètres
29 cavités sont recensées dans cette « classe II » au 01-10-2021.
| Réf. | Cavité (autres noms)                                     | Commune                          | Massif ou zone      | Coordonnées (WGS 84)        | Dénivelée (mètres) | Développe. (mètres) | Sources ou références                                       | Mise à jour |
| ---- | -------------------------------------------------------- | -------------------------------- | ------------------- | --------------------------- | ------------------ | ------------------- | ----------------------------------------------------------- | ----------- |
| 6    | Gouffres de la Vallée Morte n°9 & n°11                   | Le Port                          | Mont Béas           | 42° 48′ 45″ N, 1° 21′ 53″ E | +000434, m         | +1 900, m           | Florence Guillot                                            | 2018-07     |
| 7    | Réseau Niaux - Lombrives                                 | Niaux et Ornolac-Ussat-les-Bains |                     | 42° 49′ 11″ N, 1° 35′ 38″ E | +000417, m         | +11 000, m          |                                                             | 2000-00     |
| 8    | Gouffre d'Uchau no 1                                     | Balaguères                       |                     | 42° 58′ 40″ N, 0° 58′ 58″ E | +000387, m         | +0600, m            | Grottocenter                                                | 2000-00     |
| 9    | Grotte de la Cigalère                                    | Sentein                          | Haut-Lez            | 42° 49′ 38″ N, 0° 54′ 26″ E | +000354, m         | +21 540, m          | La gazette des Tritons                                      | 2021-10     |
| 10   | Gouffre P28                                              | Le Port                          | Mont Béas           | 42° 48′ 33″ N, 1° 22′ 10″ E | +000336, m         | NC m                | Spéléométrie de la France                                   | 2000-00     |
| 11   | Gouffre du Pourtillou no 2                               | Bordes-Uchentein                 | Castillonnais       | 42° 48′ 37″ N, 1° 00′ 34″ E | +000332, m         | +0600, m            | Spéléométrie de la France                                   | 2000-00     |
| 12   | Gouffre du Mounégou                                      | Mijanès                          | Donezan             | 42° 43′ 19″ N, 1° 59′ 09″ E | +000314, m         | +1 300, m           | Spéléo magazine no 93 , Grottocenter & Topos PDF Cds Ariège | 2018-07     |
| 13   | Réseau de Sourroque                                      | Eycheil et Saint-Girons          | Massif de Sourroque | 42° 57′ 00″ N, 1° 08′ 23″ E | +000310, m         | +6 342, m           | Grottocenter                                                | 2000-00     |
| 14   | Gouffre du Chaou Marti                                   | Moulis                           |                     | 42° 58′ 27″ N, 1° 03′ 56″ E | +000300, m         | NC m                | Spéléométrie de la France                                   | 2000-00     |
| 15   | Trou Marc                                                | Suc-et-Sentenac                  |                     | 42° 47′ 57″ N, 1° 24′ 56″ E | +000297, m         | +1 400, m           | Florence Guillot                                            | 2018-07     |
| 16   | Gouffre de la Lune                                       | Auzat                            |                     | 42° 47′ 09″ N, 1° 24′ 30″ E | +000285, m         | +0815, m            | Spéléoc no 96, Grottocenter & Karsteau                      | 2018-07     |
| 17   | Gouffre Martel                                           | Sentein                          | Haut-Lez            | 42° 49′ 11″ N, 0° 53′ 15″ E | +000271, m         | +4 044, m           | Topos PDF Cds Ariège                                        | 2000-00     |
| 18   | Poutz du Picou                                           | Ercé                             | Haut-Salat          | 42° 49′ 26″ N, 1° 16′ 57″ E | +000259, m         | NC m                | Spéléométrie de la France                                   | 2000-00     |
| 19   | Gouffre du Pourtillou no 1                               | Bordes-Uchentein                 |                     | 42° 48′ 43″ N, 1° 00′ 33″ E | +000249, m         | NC m                | Spéléométrie de la France                                   | 2000-00     |
| 20   | Gouffre de la Béatitude                                  | Ercé                             | Mont Béas           | 42° 48′ 27″ N, 1° 21′ 36″ E | +000247, m         | +0520, m            | Caougno n°17                                                | 2000-00     |
| 21   | Poutz de la Ruguero                                      | Ustou                            |                     | 42° 49′ 38″ N, 1° 14′ 51″ E | +000246, m         | NC m                | Spéléométrie de la France                                   | 2000-00     |
| 22   | Gouffre du Pylone                                        | Couflens                         | Haut-Salat          | 42° 44′ 28″ N, 1° 08′ 16″ E | +000240, m         | +0705, m            | Fiche PDF Cds Ariège & Grottocenter                         | 2000-00     |
| 23   | Réseau Gouffre des Œillets-Gouffre de la Grande Rassègue | Bélesta                          |                     | 42° 52′ 21″ N, 1° 56′ 55″ E | +000238, m         | +7 500, m           | Grottocenter                                                | 2000-00     |
| 24   | La Buhadero                                              | Cazavet                          | Massif de l'Estélas | 42° 59′ 12″ N, 1° 02′ 28″ E | +000237, m         | NC m                | Spéléométrie de la France                                   | 2000-00     |
| 25   | Grotte de Bordes de Crues                                | Seix                             | Haut-Salat          | 42° 48′ 52″ N, 1° 08′ 19″ E | +000230, m         | +2 200, m           | Florence Guillot & Spelunca n°98                            | 2018-07     |
| 26   | Puits d'Ajéou                                            | Ercé                             | Haut-Salat          | 42° 48′ 48″ N, 1° 17′ 06″ E | +000230, m         | +1 215, m           | Spéléoc no 28                                               | 2000-00     |
| 27   | Gouffre Malabart ou gouffre du Mail Traucat              | Cazavet                          | Massif de l'Estelas | 42° 59′ 02″ N, 1° 01′ 20″ E | +000230, m         | NC m                | Spéléométrie de la France                                   | 2000-00     |
| 28   | Gouffre de Candeberet                                    | Ercé                             | Haut-Salat          | 42° 48′ 40″ N, 1° 18′ 02″ E | +000228, m         | +1 046, m           | Spéléométrie de la France                                   | 2000-00     |
| 29   | Gouffre du Rec d'Agréous                                 | Bélesta                          | Pays d'Olmes        | 42° 52′ 24″ N, 1° 57′ 35″ E | +000224, m         | NC m                | Grottocenter                                                | 2019-02     |
| 30   | Gouffre de Lesque                                        | Moulis                           |                     | 42° 58′ 21″ N, 1° 03′ 44″ E | +000216, m         | +0611, m            | Grottocenter & Spéléoc no 62                                | 2000-00     |
| 31   | Gouffre du Sauvajou                                      | Eycheil                          | Massif de Sourroque | 42° 56′ 36″ N, 1° 08′ 40″ E | +000215, m         | +1 360, m           | Spéléoc no 36                                               | 2000-00     |
| 32   | Gouffre du Pourtillou no 14                              | Bordes-Uchentein                 | Castillonnais       | 42° 48′ 43″ N, 1° 00′ 32″ E | +000213, m         | NC m                | Spéléométrie de la France                                   | 2000-00     |
| 33   | Gouffre Degaudez                                         | Saint-Girons                     | Massif de Sourroque | 42° 57′ 02″ N, 1° 08′ 04″ E | +000206, m         | +1 260, m           | Fiche PDF Cds Ariège & Grottocenter                         | 2000-00     |
| 34   | Gouffre de Génat                                         | Génat                            |                     | 42° 49′ 25″ N, 1° 34′ 21″ E | +000200, m         | +0500, m            | Fiche PDF Cds Ariège & Grottocenter                         | 2000-00     |

## Cavités de l'Ariège (France) dont la dénivellation est comprise entre 150 mètres et 199 mètres
13 cavités sont recensées dans cette « classe III » au 01-10-2021.
| Réf. | Cavité (autres noms)            | Commune         | Massif ou zone      | Coordonnées (WGS 84)        | Dénivelée (mètres) | Développe. (mètres) | Sources ou références                              | Mise à jour |
| ---- | ------------------------------- | --------------- | ------------------- | --------------------------- | ------------------ | ------------------- | -------------------------------------------------- | ----------- |
| 35   | Cigalère des Trinquets          | Lacourt         | Massif de Sourroque | 42° 55′ 51″ N, 1° 09′ 25″ E | +000199, m         | +0480, m            | Grottocenter & Spéléoc no 3-4                      | 2000-00     |
| 36   | Gouffre de Candoullière ou SB 1 | Auzat           |                     | 42° 46′ 46″ N, 1° 27′ 19″ E | +000184, m         | +0320, m            | Spelunca n°99 & Karsteau                           | 2000-00     |
| 37   | Gouffre des Corbeaux            | Bélesta         | Pays d'Olmes        | 42° 52′ 50″ N, 1° 57′ 22″ E | +000184, m         | +0930, m            | Fiche PDF Cds Ariège, Grottocenter & Spéléoc no 12 | 2000-00     |
| 38   | Gouffre du Capitaine            | Le Port         | Mont Béas           | 42° 48′ 45″ N, 1° 22′ 11″ E | +000184, m         | +1 200, m           | Florence Guillot                                   | 2018-02     |
| 39   | Gouffre P 5 des Mijanes         | Bélesta         |                     |                             | +000180, m         | NC m                | Spéléométrie de la France                          | 2000-00     |
| 40   | Gouffre VM 13                   | Le Port         | Mont Béas           | 42° 48′ 46″ N, 1° 21′ 51″ E | +000165, m         | NC m                | Spéléométrie de la France                          | 2000-00     |
| 41   | Grotte-laboratoire de Moulis    | Moulis          |                     | 42° 57′ 32″ N, 1° 05′ 27″ E | +000156, m         | +3 520, m           | CNRS                                               | 2000-00     |
| 42   | Gouffre du Tuc de Goulastre     | Génat           |                     | 42° 49′ 26″ N, 1° 33′ 44″ E | +000156, m         | NC m                | Spéléométrie de la France                          | 2000-00     |
| 43   | Gouffre du Barroti              | Lacourt         | Massif de Sourroque | 42° 56′ 19″ N, 1° 09′ 02″ E | +000150, m         | NC m                | Spéléométrie de la France                          | 2000-00     |
| 44   | Gouffre du Castillou            | Prades          |                     | 42° 47′ 28″ N, 1° 50′ 08″ E | +000150, m         | NC m                | Spéléométrie de la France                          | 2000-00     |
| 45   | Poutz d'Hyliacé                 | Ercé            |                     | 42° 49′ 27″ N, 1° 17′ 19″ E | +000150, m         | NC m                | Spéléométrie de la France                          | 2000-00     |
| 46   | Gouffre du Jéla                 | Auzat           |                     | 42° 47′ 11″ N, 1° 24′ 35″ E | +000150, m         | +0150, m            | Karsteau                                           | 2022-01     |
| 47   | Gouffre du Tonnerre             | Suc-et-Sentenac |                     | 42° 47′ 52″ N, 1° 24′ 46″ E | +000150, m         | +0180, m            | Karsteau                                           | 2022-09     |

## Cavités de l'Ariège (France) dont la dénivellation est comprise entre 100 mètres et 149 mètres
36 cavités sont recensées dans cette « classe IV » au 01-10-2021.
| Réf. | Cavité (autres noms)                  | Commune                     | Massif ou zone           | Coordonnées (WGS 84)        | Dénivelée (mètres) | Développe. (mètres) | Sources ou références                                  | Mise à jour |
| ---- | ------------------------------------- | --------------------------- | ------------------------ | --------------------------- | ------------------ | ------------------- | ------------------------------------------------------ | ----------- |
| 48   | Gouffre du Soum d'Aruilhes            | Alos                        | Massif de Sourroque      | 42° 55′ 44″ N, 1° 08′ 36″ E | +000149, m         | NC m                | Spéléométrie de la France                              | 2000-00     |
| 49   | Grotte de Sabart                      | Tarascon-sur-Ariège         | Cap de la Lesse          | 42° 49′ 55″ N, 1° 36′ 00″ E | +000148, m         | +3 000, m           | Grottocenter                                           | 2000-00     |
| 50   | Puits de Tussau                       | Saint-Jean-du-Castillonnais |                          | 42° 57′ 24″ N, 0° 55′ 29″ E | +000146, m         | NC m                | Spéléométrie de la France                              | 2000-00     |
| 51   | Gouffre de Pique Gran                 | Balaguères                  | Massif de l'Estelas      | 42° 58′ 02″ N, 1° 02′ 48″ E | +000145, m         | NC m                | Spéléométrie de la France                              | 2000-00     |
| 52   | Clot d'Ingarolle                      | Auzat                       |                          |                             | +000145, m         | NC m                | Spéléométrie de la France                              | 2000-00     |
| 53   | Caougno de l'Arche                    | Montségur                   | Massif de Tabe           | 42° 50′ 51″ N, 1° 50′ 29″ E | +000145, m         | NC m                | Spéléométrie de la France                              | 2000-00     |
| 54   | Gouffre Vénérien                      | Le Port                     | Mont Béas                |                             | +000142, m         | NC m                | Spéléométrie de la France                              | 2000-00     |
| 55   | Gouffre Jupiter                       | Seix                        | Haut-Salat               | 42° 45′ 36″ N, 1° 08′ 16″ E | +000141, m         | +0350, m            | Spélunca no 99                                         | 2005-00     |
| 56   | Gouffre de Peyre Nère                 | Ustou                       |                          |                             | +000140, m         | NC m                | Spéléométrie de la France                              | 2000-00     |
| 57   | Grotte de Sakany                      | Quié                        | Vallée de Vicdessos      | 42° 50′ 09″ N, 1° 35′ 46″ E | +000138, m         | +6 296, m           | Page Wikipedia                                         | 2000-00     |
| 58   | gouffre de l’Esplugues ES3            | Bethmale                    |                          | 42° 49′ 11″ N, 1° 04′ 31″ E | +000137, m         | +0950, m            | Spelunca n°125                                         | 2012-00     |
| 59   | Gouffre P13                           | Le Port                     | Mont Béas                | 42° 48′ 38″ N, 1° 21′ 54″ E | +000132, m         | NC m                | Spéléométrie de la France                              | 2000-00     |
| 60   | Grotte du Portillou                   | Moulis                      |                          | 42° 56′ 37″ N, 1° 06′ 39″ E | +000130, m         | +1 200, m           | Spéléométrie de la France                              | 2000-00     |
| 61   | Trou du Cheval                        | Lacourt                     | Massif de Sourroque      | 42° 56′ 03″ N, 1° 09′ 13″ E | +000129, m         | NC m                | Spéléométrie de la France                              | 2000-00     |
| 62   | Gouffre VM 1                          | Le Port                     | Mont Béas                | 42° 48′ 41″ N, 1° 21′ 53″ E | +000126, m         | NC m                | Spéléométrie de la France                              | 2000-00     |
| 63   | Gouffre de la Vallée Morte no 18      | Le Port                     | Mont Béas                | 42° 48′ 40″ N, 1° 21′ 56″ E | +000125, m         | NC m                | Spéléométrie de la France                              | 2000-00     |
| 64   | Gouffre Éole                          | Seix                        | Haut-Salat               | 42° 46′ 13″ N, 1° 07′ 42″ E | +000125, m         | NC m                | Spéléométrie de la France                              | 2000-00     |
| 65   | Gouffre de Patriquettes               | Pradières                   |                          | 42° 57′ 40″ N, 1° 38′ 25″ E | +000125, m         | NC m                | Spéléométrie de la France                              | 2000-00     |
| 65   | Gouffre de la Quéro Maladido no 1     | Balaguères                  | Massif de l'Estélas      | 42° 58′ 20″ N, 1° 02′ 42″ E | +000125, m         | NC m                | Spéléométrie de la France                              | 2000-00     |
| 67   | Traouc des Coumettes                  | Suc-et-Sentenac             |                          | 42° 47′ 59″ N, 1° 24′ 47″ E | +000125, m         | +1 000, m           | Grottocenter                                           | 2000-00     |
| 68   | Gouffre K                             | Couflens                    | Haut-Salat               |                             | +000124, m         | NC m                | Spéléométrie de la France                              | 2000-00     |
| 69   | Gouffre d'Haïou                       | Cazavet                     | Massif de l'Estélas      | 42° 59′ 55″ N, 1° 01′ 11″ E | +000124, m         | NC m                | Spéléométrie de la France                              | 2000-00     |
| 70   | Gouffre des Crapauds                  | Le Port                     | Mont Béas                | 42° 48′ 10″ N, 1° 22′ 28″ E | +000121, m         | NC m                | Karsteau                                               | 2000-00     |
| 71   | Poutz K                               | Seix                        | Haut-Salat               | 42° 45′ 58″ N, 1° 07′ 33″ E | +000120, m         | NC m                | Spéléométrie de la France                              | 2000-00     |
| 72   | Gouffres de la Vallée Morte n°4 & n°5 | Le Port                     | Mont Béas                | 42° 48′ 41″ N, 1° 08′ 11″ E | +000120, m         | NC m                | Spéléométrie de la France                              | 2000-00     |
| 73   | Grotte de la mine du Pouech d'Unjat   | La Bastide-de-Sérou         | Massif du Pouech d'Unjat | 43° 01′ 21″ N, 1° 29′ 07″ E | +000117, m         | +6 027, m           | Spéléométrie de la France                              | 2000-00     |
| 74   | Grotte de Peillot                     | Cazavet                     | Massif de l'Estelas      | 43° 00′ 31″ N, 1° 02′ 32″ E | +000115, m         | +4 380, m           | Spéléométrie de la France & Topos PDF Cds Ariège       | 2000-00     |
| 75   | Poudac de la Gargale                  | Balaguères                  | Massif de l'Estelas      | 42° 58′ 25″ N, 0° 59′ 16″ E | +000115, m         | NC m                | Spéléométrie de la France                              | 2000-00     |
| 76   | Traouc del Cousin                     | Le Port                     | Mont Béas                | 42° 48′ 06″ N, 1° 24′ 08″ E | +000113, m         | NC m                | Spéléométrie de la France                              | 2000-00     |
| 77   | Grotte de Vicdessos                   | Vicdessos                   | Vallée de Vicdessos      | 42° 45′ 48″ N, 1° 29′ 36″ E | +000110, m         | +1 400, m           | Fiche PDF Cds Ariège & Florence Guillot & Grottocenter | 2018-07     |
| 78   | Gouffre de la Riouère                 | Balaguères                  | Massif de l'Estelas      | 42° 58′ 02″ N, 0° 59′ 43″ E | +000105, m         | NC m                | Spéléométrie de la France                              | 2000-00     |
| 79   | Grotte du Mât                         | Ornolac-Ussat-les-Bains     |                          | 42° 49′ 21″ N, 1° 37′ 00″ E | +000105, m         | NC m                | Spéléométrie de la France                              | 2000-00     |
| 80   | Gouffre du Cap de Guzet               | Aulus-les-Bains             |                          | 42° 46′ 42″ N, 1° 18′ 49″ E | +000104, m         | NC m                | Spéléométrie de la France                              | 2000-00     |
| 81   | Puits du Guzettou                     | Aulus-les-Bains             |                          | 42° 46′ 10″ N, 1° 20′ 11″ E | +000101, m         | +0320, m            | Spéléométrie de la France                              | 2000-00     |
| 82   | Puits de Balech                       | Cazavet                     | Massif de l'Estélas      | 42° 59′ 15″ N, 1° 02′ 35″ E | +000100, m         | NC m                | Spéléométrie de la France                              | 2000-00     |
| 83   | Caunhà de las Goffias                 | Bélesta                     |                          | 42° 53′ 18″ N, 1° 55′ 50″ E | +000100, m         | +1 300, m           | Spéléoc no 32                                          | 2000-00     |